# Josef Stecher (Politiker, 1930)
Josef Stecher (* 30. Jänner 1930 in St. Valentin auf der Haide, Italien; † 26. September 1989) war ein kommunistischer Gewerkschafter und Politiker aus Südtirol.

## Biographie
Stecher wuchs in St. Valentin auf der Haide in prekären Verhältnissen auf. Auf Entscheid des arbeitslos gemeldeten Vaters übersiedelte die Familie 1940 im Zuge der Option nach Bregenz in Vorarlberg. Dort absolvierte Josef Stecher eine Lehre zum Damenschneider und knüpfte nach 1945 erste Kontakte zu österreichischen Kommunisten. Anfang der 1950er Jahre folgte Stecher seiner Familie zurück nach Südtirol, wurde dort Mitglied der Kommunistischen Partei Italiens und arbeitete als Parteifunktionär eng mit dem italienischen Gewerkschaftsbund CGIL zusammen. Nach einer Parteischulung in Rom war Stecher maßgeblich am Aufbau einer deutschsprachigen Parteisektion in Südtirol beteiligt. Von 1960 bis 1964 war er Gemeinderat in Mals, von 1965 bis 1973 in Bozen. Von 1973 bis 1983 vertrat er seine Partei im Südtiroler Landtag und damit gleichzeitig im Regionalrat Trentino-Südtirol.